# Johann Friedrich La Trobe
Johann Friedrich Bonneval de La Trobe, auch John Frederic de La Trobe (* 30. Mai 1769 in Chelsea, England; † 19. Dezember 1845 in Dorpat, Livland), war ein deutschbaltischer Komponist hugenottischer Abstammung.

## Leben

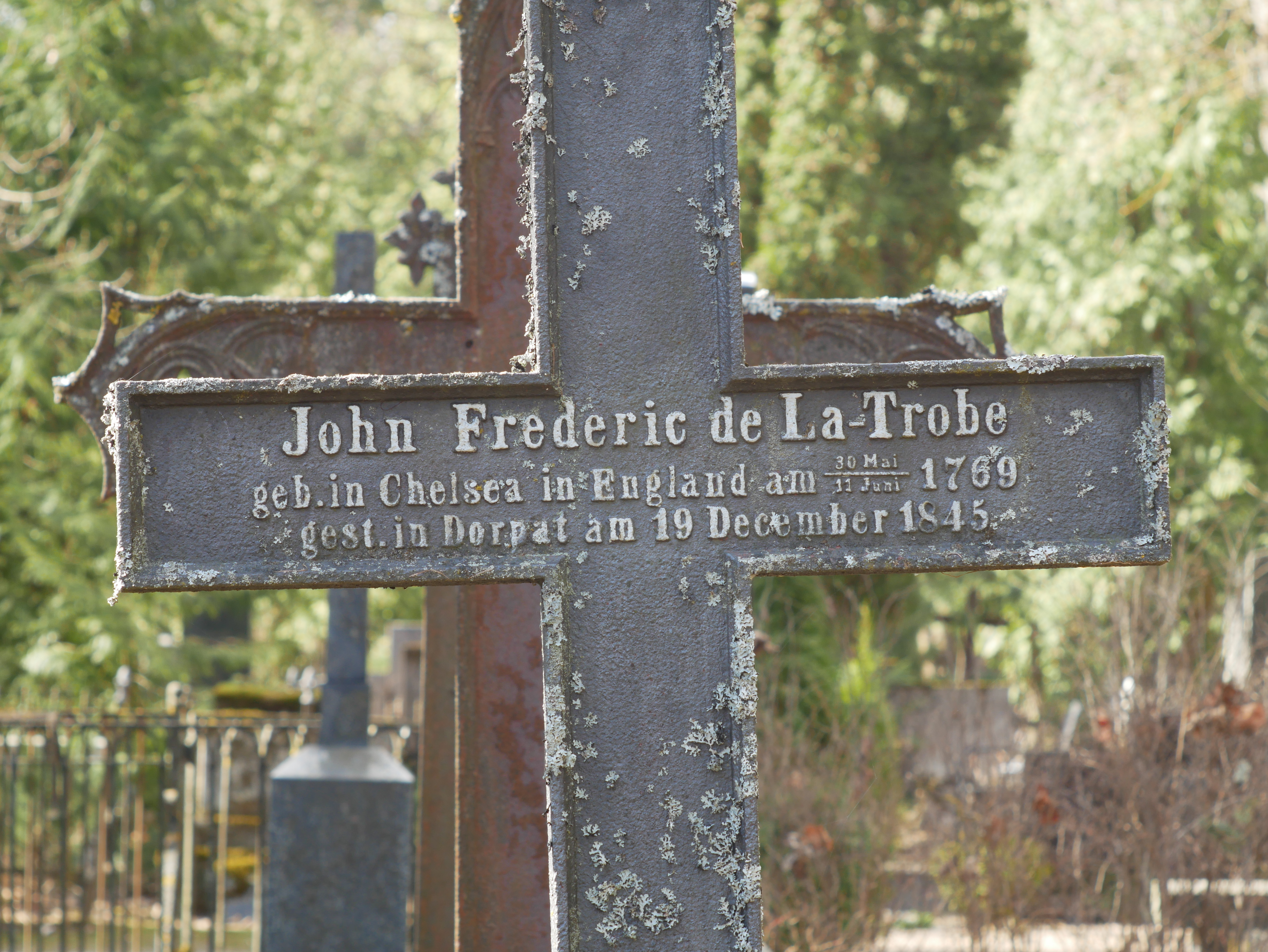
Grabkreuz von Johann Friedrich de La Trobe auf dem Friedhof Raadi in Dorpat (heute Tartu)

Johann Friedrich La Trobe stammte aus einer provonçalischen Hugenottenfamilie La Trobe. Als sein Vater starb, übersiedelte er jung nach Deutschland. Er lernte Musik an der Schule der Herrnhuter Brüdergemeine in Niesky bei Görlitz und von 1787 bis 1790 am Seminar der Herrnhuter in Barby an der Elbe. Anschließend studierte er Medizin an der Universität Jena, wo er 1795 sein Examen ablegte.
Ab 1793 war La Trobe im Baltikum tätig: als Hauslehrer, Arzt, Kirchenvorsteher, Richter, Gutsverwalter und Organist. Stationen waren unter anderem Heimtali, Põltsamaa, Võisiku und Pilistvere. Ab 1829 lebte er im livländischen Dorpat, wo er sich stark im Musikleben der Universitätsstadt engagierte. Er gründete dort verschiedene Musik- und Liedervereine sowie 1835 die Gesangsakademie.
1820 heiratete Johann Friedrich La Trobe auf Poll die aus Braunschweig gebürtige Alwine Marie von Stackelberg (1797–1871). Die gemeinsame Tochter Sophie (1821–1890) heiratete den deutschbaltischen Juristen, Publizisten und Komponisten Woldemar von Bock (1816–1903).
Johann Friedrich La Trobe starb am 19. Dezember 1845 im Alter von 76 Jahren in Dorpat. Er fand seine letzte Ruhestätte auf dem Friedhof Raadi (Raadi kalmistu), dem größten Friedhof der Stadt. Dort ist seine Grabstätte erhalten.

## Werke
La Trobe ist der Nachwelt vor allem als Komponist im Bewusstsein geblieben. Aus seiner Feder stammen etwa 200 Werke, darunter seine Deutschen Lieder (4 Bände, 1826–1846), ein Agnus Dei (1829) und das Stabat Mater für sechsstimmigen Chor (1830), das Felix Mendelssohn Bartholdy 1847 bei Breitkopf & Härtel veröffentlichte. Daneben entstanden einige Violinsonaten, zwölf Klaviervariationen und drei Divertimenti.